# Reveles

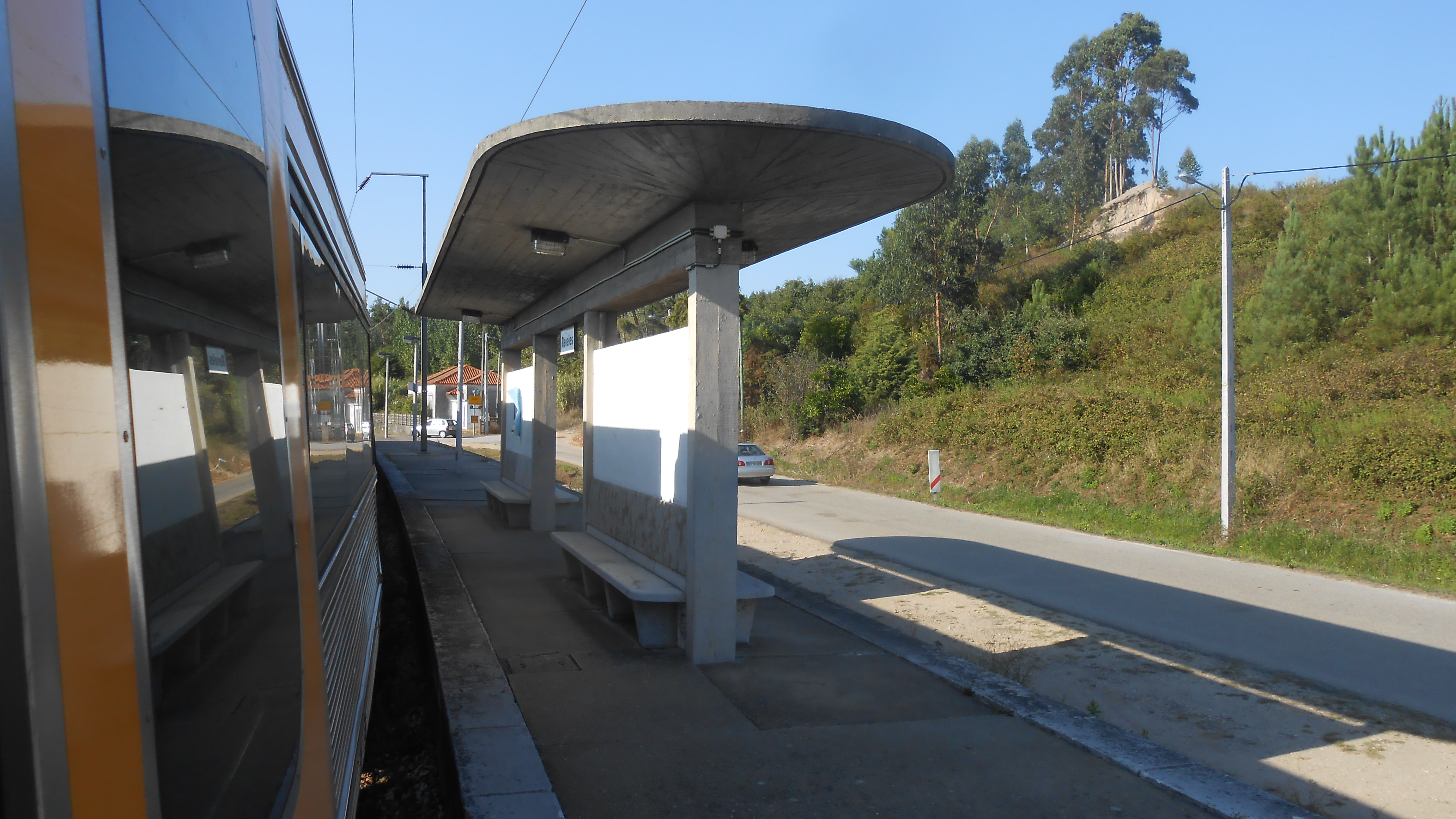
Apeadeiro de Reveles

Reveles é uma aldeia da freguesia de Abrunheira, do Município de Montemor-O-Velho.
Foi habitado nos tempos pré-históricos e durante a ocupação romana; a comprová-lo está o facto de terem sido encontrados fragmentos e vasos, fíbulas e ainda o tampo de um vaso fino com feição romana, achado a dois metros de profundidade.
Foi ainda aldeia Fenícia.
Avistando a Igreja de Reveles do alto mar, os pescadores das povoações vizinhas da Figueira da Foz, costumavam orientar-se pela sua brancura e faziam promessas, cujo pagamento realizavam, vindo em romaria rio Mondego a cima em seus barcos enfeitados, no dia da Festa em honra de Nossa Senhora da Saúde.
Foi em Reveles que em 1718 nasceu o matemático e astrónomo Eusébio da Veiga.

## Património
- Igreja Paroquial de Nossa Senhora do Ó;
- Capela de Nossa Senhora da Saúde;
- Capela do Senhor das Almas.